# История Дарвина
История города Дарвин официально начинается с 1869 года.

## История местности до основания поселения
Аборигены ларракийской языковой группы населяли территорию Дарвина задолго до европейской колонизации. Через эту территорию проходили торговые пути, по которым местные аборигены вели торговлю с Юго-Восточной Азией.
В XVII веке северное побережье Австралии посетили голландцы. Они составили первые европейские карты этих земель; отсюда берут начало голландские имена территорий, таких как Арнем-Ленд и Грут-Айленд, означающее на старом голландском «большой остров».
Первым британцем, увидевшим гавань Дарвина, был лейтенант научно-исследовательского судна «Бигль» Джон Лорт Стокс, это произошло 6 сентября 1839 года. Капитан корабля, командор Джон К. Викем, назвал бухту в честь Чарлза Дарвина, британского натуралиста, который плавал с ними обоими в более ранней экспедиции «Бигля».

## Поселение Палмерстон
5 февраля 1869 года генерал-губернатор провинции Южная Австралия Джордж Гойдер основал на берегу бухты Дарвин поселение из 135 человек, которое было названо Палмерстон (в честь премьер-министра Великобритании виконта Палмерстона).

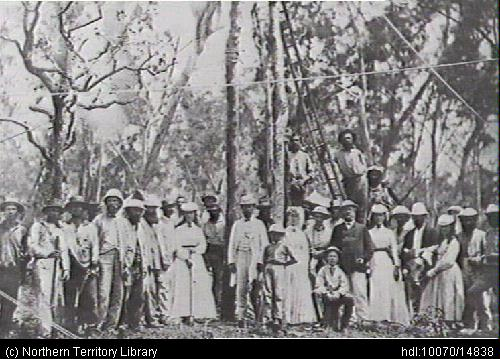
15 сентября 1870 года. Установка первого столба Трансконтинентального телеграфа.

15 сентября 1870 года состоялась церемония установки первого телеграфного столба. 7 ноября 1871 года Палмерстон был соединён подводным телеграфным кабелем с островом Ява, а 22 августа 1872 года начала функционировать проложенная между Палмерстоном и Порт-Огастой Австралийская трансконтинентальная телеграфная линия длиной 3200 км, благодаря чему Австралия оказалась связанной телеграфом с Европой.
Во время строительства телеграфной линии рабочими в 200 км к югу от Палмерстона были обнаружены месторождения золота, что привело к возникновению там поселения Пайн-Крик. Местная «золотая лихорадка» ускорила рост молодой колонии. Для работы на золотых приисках и последующего строительства в 1883—1889 годах железной дороги от Палмерстона до Пайн-Крик использовались китайские рабочие, которые в основном селились в районе Палмерстона (в 1888 году их насчитывалось 6122 человека). С 1884 года для добычи жемчуга стали приезжать переселенцы из Японии, Филиппин и Тимора.
В 1897 году поселение было практически полностью уничтожено тропическим циклоном, в результате которого погибло 28 человек.

## Город Дарвин
1 января 1911 года из провинции Южная Австралия была официально выделена Северная территория. Власти нового административного образования разместились в восстановленном после урагана городе, который получил официальное название «Дарвин». В 1912 году здесь заработала электростанция, а в 1913 году начала вещать местная радиостанция. В 1915 году был образован городской совет Дарвина. Неудовлетворительная политика первых властей Северной территории привела к тому, что в 1918 году состоялось Дарвинское восстание, приведшее к смещению Администратора Северной территории.
В 1919 году в Дарвине была расчищена взлётно-посадочная полоса, на которую 10 декабря 1919 года приземлился на самолёте Росс Макферсон Смит, совершивший первый в истории авиаперелёт из Лондона в Австралию.
В межвоенный период британскими имперскими властями осуществлялась Сингапурская стратегия для подготовки к потенциальной будущей войне против Японии. В рамках принимаемых для реализации этой стратегии планов в Дарвине в 1924 году было начато строительства нефтехранилища для нужд ВМФ, которое было завершено в 1929 году. В 1932 году Кабинетом министров Австралии была принята схема строительства укреплений Дарвина, а в 1938—1940 годах под Дарвином была построена база ВВС Австралии.
Когда во время Второй мировой войны стало известно о произошедшем 7 декабря 1941 года японском нападении на Пёрл-Харбор, то уже 12 декабря началась эвакуация женщин и детей из Дарвина. 21 января 1942 года в районе Дарвина была потоплена ставившая мины японская подводная лодка I-124, а 19 февраля состоялась японская бомбардировка Дарвина, которую впоследствии стали образно называть «австралийским Пёрл-Харбором». Впоследствии были произведены ещё десятки налётов (хотя и не столь интенсивных), и для того, чтобы уменьшить возможный ущерб, под Дарвином были сооружены подземные нефтехранилища.
26 января 1959 года, в «День Австралии», Дарвин официально получил статус «city».
25 декабря 1974 года на город обрушился циклон Трейси, в результате чего погиб 71 человек и уничтожено более 70 % городских зданий; более 30 тысяч человек было эвакуировано. К концу 1970-х город был постепенно восстановлен, а в 1980-х рядом с Дарвином был построен город-спутник Палмерстон (названный в честь первого поселения на месте современного Дарвина).
В 2010 году в Дарвине произошёл теракт, взорвались канистры с бензином.